# 42776 Casablanca
42776 Casablanca è un asteroide della fascia principale. Scoperto nel 1998, presenta un'orbita caratterizzata da un semiasse maggiore pari a 3,1607204 UA e da un'eccentricità di 0,0390539, inclinata di 10,30698° rispetto all'eclittica.